# La Planète rouge (film, 1959)
Pour les articles homonymes, voir La Planète rouge.
Pour plus de détails, voir Fiche technique et Distribution.
La Planète rouge (The Angry Red Planet) est un film de science-fiction américain réalisé par Ib Melchior et sorti en 1959.

## Synopsis
La première fusée habitée envoyée sur Mars, la MR-1, revient sur Terre par télécommande après avoir été perdue dans l'espace et sans communication radio. Lorsqu'ils parviennent à faire atterrir la fusée sur une base du Nevada, les scientifiques découvrent que seuls deux des quatre membres de l'équipage sont en vie : le Dr Iris Ryan, qui a subi un blocage mental, et le colonel Tom O'Bannion, dans le coma, avec une étrange substance verte sur le bras.

## Fiche technique
- Titre français : La Planète rouge[1]
- Titre original américain : The Angry Red Planet[2]
- Réalisation : Ib Melchior
- Scenario : Ib Melchior, Sidney W. Pink
- Photographie :	Stanley Cortez
- Montage : Ivan J. Hoffman
- Musique : Paul Dunlap
- Décors : Ned Shiells
- Effets spéciaux : Herman E. Townsley, Bob Baker
- Maquillage : David Newell, Lillian Shore
- Production : Sidney W. Pink, Norman Maurer, Lou Perlof, Samuel Z. Arkoff, James-H. Nicholson
- Société de production : Sino Productions, American International Pictures
- Pays de production :  États-Unis
- Langue originale : anglais américain
- Format : couleurs - 1,85:1 - Son mono - 35 mm
- Durée : 87 minutes
- Genre : film de science-fiction
- Dates de sortie :
  - États-Unis : 23 novembre 1959
  - France : 31 décembre 1960

## Distribution

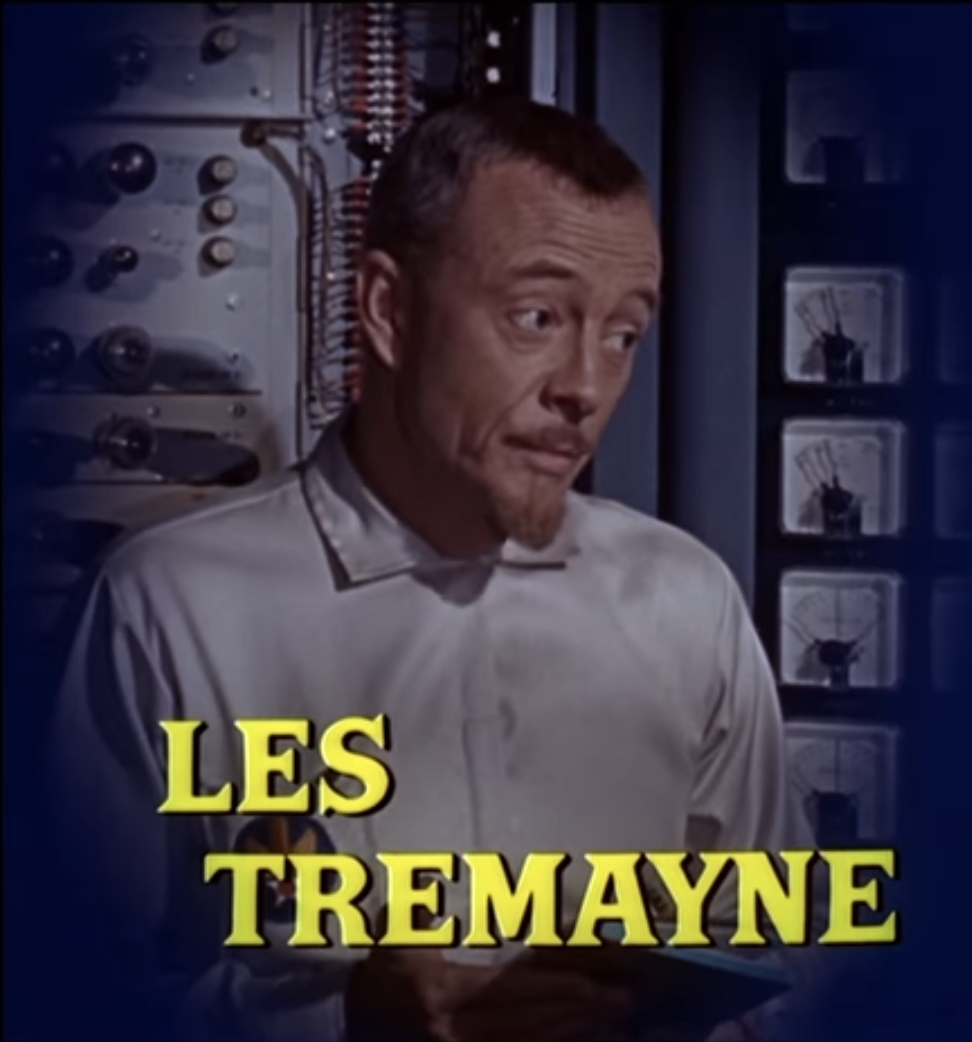
Les Tremayne dans le générique du film.

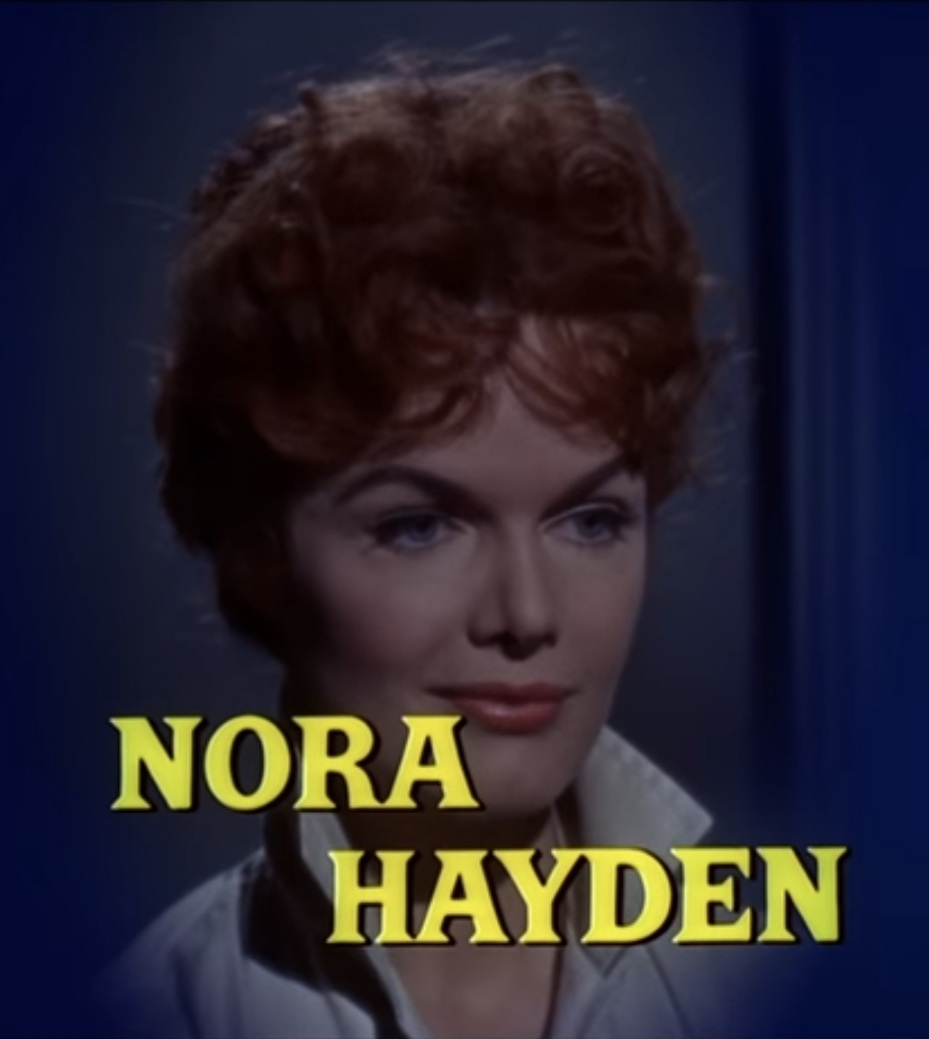
.

- Gerald Mohr : Col. Thomas O'Bannion
- Naura Hayden (en) : Dr. Iris 'Irish' Ryan
- Les Tremayne : Prof. Theodore Gettell
- Jack Kruschen : Sam Jacobs
- Paul Hahn : Général de division George Treegar
- J. Edward McKinley : Paul Weiner
- Tom Daly : Frank Gordon
- Edward Inness : Général de brigade Alan Prescott
- Gordon Barnes : Maj. Lyman Ross
- Jack Haddock : Lieutenant-colonel Davis
- Brandy Bryan : l'infirmière Hayes
- Joan Fitzpatrick : l'infirmière Dixon
- Duke Norton : Dr. Müller
- William Remick : Dr. Hawley
- Arline Hunter : Joan